# Laure Bruni
Pour les articles homonymes, voir Bruni.
Laure Stella Victorine Bruni, née à Liège le 28 janvier 1886 et morte en août 1975 au Locle (Suisse), est une peintre française d'origine belge et suisse.

## Biographie
Laure Bruni est issue d'une famille de langue italienne, d'origine tessinoise,. Elle est l'arrière petite-fille du peintre Fiodor Bruni,, et l'une des deux filles de Constantin Bruni, professeur de piano établi en Belgique, à Liège, à partir de 1882, puis chef d'orchestre dans ce pays  - au théâtre royal de Liège (1883-1891),  puis à Anvers (1898-1902) -, et en France, à Dijon (1891-1894), Montpellier (1894-1897), Lyon (1897-1898), Toulouse (1902-1907), au Mont-Dore (durant la saison du casino), directeur artistique du théâtre royal d'Anvers (1903-1906), du grand-théâtre de Genève (1908-1917 et 1925-1926), de l'opéra de Nice,,. 
Elle obtient la naturalisation française en 1898 comme son père, né à Varsovie en 1865, sa mère, Laure Marie Jeanne Listray, Belge née en 1865 à Liège, et sa sœur cadette. Sa famille vit alors à Lyon.
Elle commence à s'intéresser à la musique, au piano notamment, avant de devenir peintre,. Elle expose d'abord en Suisse, où son père dirige le théâtre de Genève. Elle expose ainsi à la galerie Moos de Genève. 
Elle expose des tableaux, des paysages et des fleurs, à partir de 1920 à Paris, grâce en partie au galeriste Moos également installé dans cette ville,,. Plusieurs petites expositions lui sont consacrées par des galeries parisiennes comme la galerie Georges Petit en 1924. Elle expose au Salon des indépendants les toiles Lande bretonne en 1927, Dans la Drôme en 1928 et Falaise au Tréport en 1929. Abel Bonnard préface le catalogue de son exposition de 1928 à la galerie Charpentier. Le vernissage de cette exposition attire des personnalités (Albert Sarraut, ministre, Jean Chiappe, préfet de police, le préfet de la Seine, des aristocrates, des ambassadeurs, le critique d'art Raymond Escholier, Bonnard, André Thérive). Elle expose à nouveau à partir de 1935, dans une autre galerie et au salon des indépendants.
Elle épouse en 1927 René Gillouin, homme de lettres et chef adjoint de cabinet du président du conseil municipal de Paris, protestant ; la cérémonie religieuse a lieu au temple réformé de Nice. Elle participe parfois à la vie mondaine parisienne aux côtés de son époux. Son nom et sa profession de peintre sont mêlés en 1938 à une polémique politique visant son mari, qui s'est lancé dans une carrière politique (il est conseiller municipal de Paris, de droite, à partir de 1931) et qui dénonce les peintres étrangers de l’École de Paris, à l'occasion de leur présence à l’exposition des « maîtres de l’Art indépendant » au Petit Palais, organisée par Raymond Escholier. 
Son beau-fils, Marc, meurt en 1940. Dès les débuts de l'Occupation, les Allemands auraient mené une perquisition au domicile parisien de son mari et emporté plusieurs de ses tableaux. 
René Gillouin, installé à Vichy, passe alors pour l'un des conseillers du maréchal Pétain. Sa femme est l'une des intimes de l'épouse du maréchal Pétain, Annie Pétain. Elle le suit en exil en Suisse à partir de 1943. Elle expose dans ce pays, notamment des marines, à Genève, Lausanne, Zurich, Lugano. Mais aussi en 1948-1949 à Neuchâtel ou à Bienne en 1951, 1952, 1953 et 1955. Son mari s'est à nouveau installé à Paris à partir de 1948 et le couple dispose en France d'une maison à Vaison-la-Romaine. Elle y demeure une partie de l'année, tout en conservant un atelier en Suisse, dans le canton du Tessin à Rovio puis dans le canton de Neuchâtel.
Elle divorce le 18 décembre 1958 et continue à peindre, installée dans son atelier des Brenets, dans le canton de Neuchâtel.